# Nerv trigemen

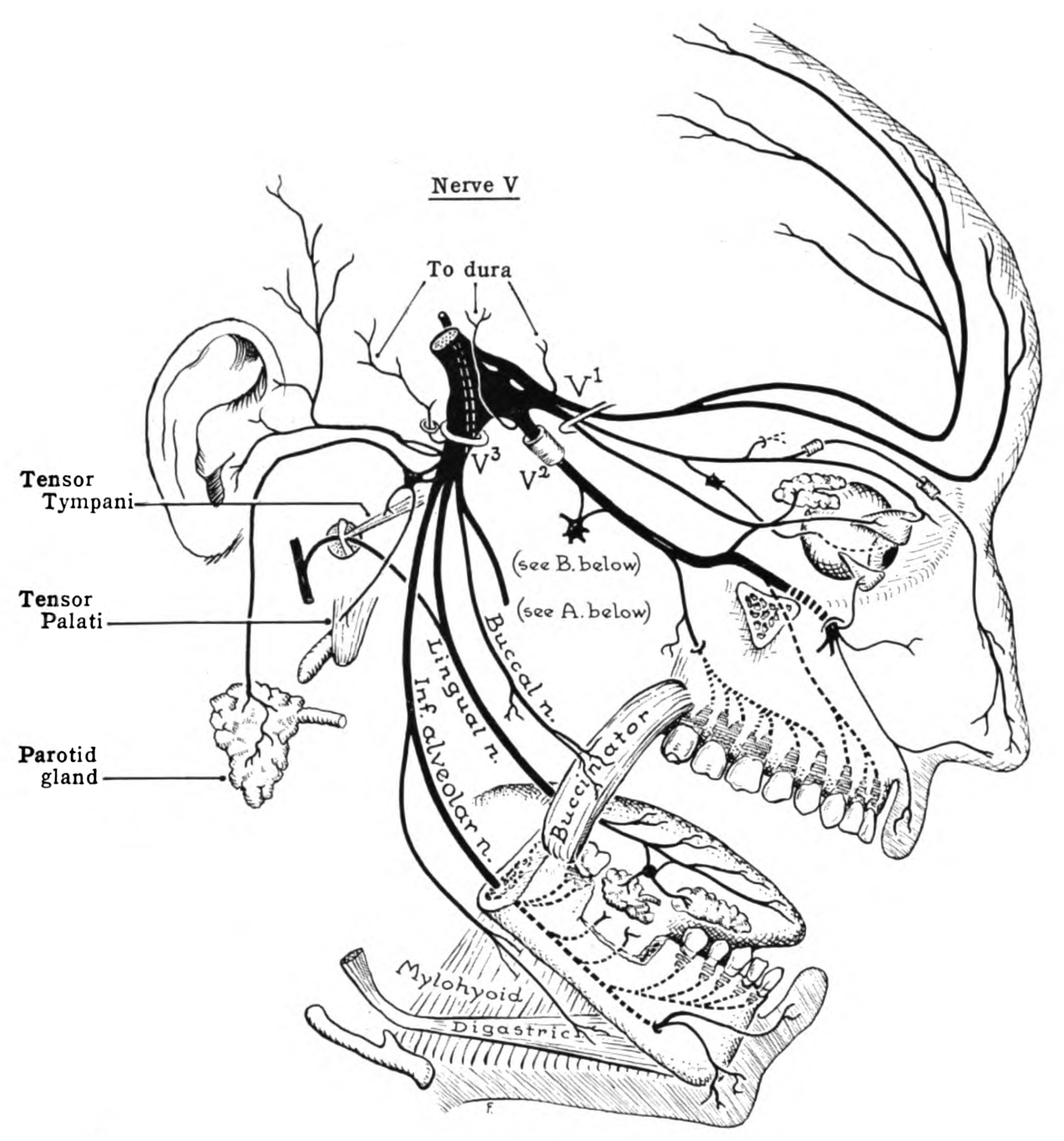
Nervul trigemen

Nervul trigemen (latină nervus trigeminus) este cel de-al cincilea și cel mai mare nerv cranian și este un nerv mixt (motor și senzitiv).  După cum sugerează și numele (tri- trei și -geminus gemeni), este alcătuit din trei ramuri: nervul oftalmic (V1), nervul maxilar (V2) și nervul mandibular (V3).

## Rol

### Senzitiv
Ramura oftalmică conduce impulsuri de la pielea anterioară a capului, pleoapa superioară, nas, mucoasa cavității nazale, cornee și glandele lacrimale, cea maxilară de la mucoasa cavității nazale, palatul moale, dinții de la nivelul maxilarului, tegumentul de la buza superioară, pleoapa inferioară și obraz, iar cea mandibulară de la limbă (fără receptorii gustativi), dinții de la nivelul mandibulei, tegumentul regiunii temporale a capului și bărbiei. 

### Motor
Nervul trigemen conține fibre somatomotorii (doar pe ramura mandibulară), care se distribuie mușchilor masticatori, mușchilor vălului palatin și mușchilor tensori ai timpanului.

## Origine
Nervul trigemen are originea aparentă ventrolateral punții (lateral piramidei pontine) și originea reală în: ganglionul trigeminal senzitiv, numit și ganglion Gasser (pentru calea senzitivă), nucleul motor al trigemenului (pentru calea motorie). 